# Campaña Internacional para la Prohibición de las Minas Antipersona
La Campaña Internacional para la Prohibición de las Minas (International Campaign to Ban Landmines - ICBL en inglés) es una red global presente en 70 países que trabaja para la prohibición de las minas antipersonales y las municiones de racimo.

## Orígenes y desarrollo
La coalición fue formada en 1992 cuando seis organizaciones (Human Rights Watch, Medico international, Handicap International, Physicians for Human Rights, Vietnam Veterans of America Foundation y Mines Advisory Group), decidieron trabajar en conjunto para la prohibición de las minas. Desde aquel momento la campaña fue creciendo y agrupa a unas 1400 organizaciones que trabajan en lo local, nacional e internacional para la supresión de las minas antipersonales. Entre ellas, existen diversos grupos de trabajo e instituciones que apoyan los intereses de las mujeres, niños y veteranos de guerra, así como grupos laicos y religiosos por los Derechos Humanos. 
Desde el primer momento Jody Williams se convirtió en cabeza visible y portavoz de la Campaña, teniendo a la princesa Diana de Gales como uno de los personajes que más relevancia mundial dieron a la Campaña. 

En azul los estados firmantes del Tratado de Ottawa.

### Tratado de Ottawa
En 1997 la organización, las agencias de las Naciones Unidas, los gobiernos implicados, las comunidades afectadas y la sociedad civil consiguieron su primer objetivo: la firma del Tratado de Ottawa que prohíbe el uso de las minas. A pesar del éxito del tratado, firmado por 156 países, algunas naciones tan importantes como los Estados Unidos, la República Popular de China o Rusia, dos décadas después, no lo habían firmado.
El mismo año, la Campaña y su organización matriz, la ICBL, junto con Jody Williams, su coordinadora de la época, fueron recompensados con el Premio Nobel de la Paz.